# 壞骨龍屬
壞骨龍屬（學名：Ponerosteus）是種白堊紀晚期的主龍類爬行動物，化石發現於捷克的森諾曼階地層。
在1878年，安東寧·弗里奇將這些化石建立為禽龍的一個種（Iguanodon exogirarum）。在1905年，弗里奇將這個種建立為新屬，Procerosaurus；但弗雷德里克·馮·休尼幾年前命名的某爬行動物，已優先使用這個學名。
在2000年，喬治·奧利舍夫斯基（George Olshevsky）將這個物種改名為壞骨龍（Ponerosteus exogyrarum）。屬名意為「壞的、無價值的骨頭」，因為化石狀態差、難以鑑定。目前只能分辨出一個脛骨，可能屬於恐龍，目前的狀態是疑名。

## 外部連結
- George Olshevsky expands on the history of the taxon （页面存档备份，存于）, on the Dinosaur Mailing List
- Dinosauromorpha
- Fritsch, 1905. "Synopsis der Saurier der böhm. Kreideformation" [Synopsis of the saurians of the Bohemian Cretaceous formation]. Sitzungsberichte der königlich-böhmischen Gesellschaft der Wissenschaften, II Classe. 1905(8), 1-7.